# Santa Ana Ateixtlahuaca
Santa Ana Ateixtlahuaca là một đô thị thuộc bang Oaxaca, México. Năm 2005, dân số của đô thị này là 572 người.